# École normale supérieure
École normale supérieure (pronunție în franceză [ekɔl nɔʁmal sypeʁjœʁ], în traducere „școala normală superioară”; cunoscută si drept Normale sup’, Ulm, si ENS) este una dintre cele mai prestigioase grandes écoles franceze (instituții de învățământ superior public din afara sistemului de universități). ENS a fost inițial concepută în timpul Revoluției Franceze, iar scopul său era să dea Republicii un nou corp de profesori, formați în spiritul critic și valorile seculare ale Iluminismului. De atunci s-a dezvoltat într-o instituție de elită care a devenit o platformă prin care mulți dintre cei mai inteligenți tineri francezi urmează cariere de înalt nivel în cadru guvernamental sau academic.
Prin decretul din 17 martie 1808, împăratul Napoleon a instituit „Pensiunea Normală” în cadrul Universității Franței pentru „pregătirea în arta predării literaturii și științei”. Institutul a fost deschis în 1810 în incinta vechiului Collège du Plessis, în 1814 a fost transferat în clădirile spiritanilor. 
Promovările erau riguroase, regulamentele erau în stil militar, uniforma era obligatorie. Până în 1818 nu a existat concurs de admitere: elevii erau aleși de inspectorii școlari pe baza rezultatelor la liceu. Considerată un focar de idei liberale, pensia a fost desființată la 8 septembrie 1822. 
În 1810, un decret napoleonian a dat nașterea unei filiale italiene, Scuola Normale Superiore din Pisa.
Printre alumnii se numără filosofi, scriitori, oameni de știință, oameni de stat și chiar ai bisericii. Printre aceștia se află și 12 laureați ai Premiului Nobel, 10 deținători ai unor Medalii Fields, 1 laureat al Premiul Gauss și 2 deținători ai Medaliei John Bates Clark in Economie.

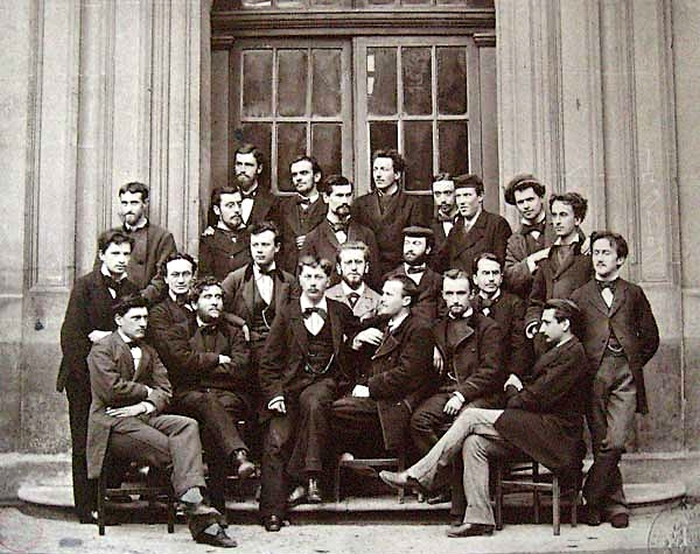
Normalieni - Promoția din anul 1878

În 1881, a fost creată École normale supérieure de jeunes filles (ENSJF) pentru femei. Până în 1939, femeile încă puteau studia la ENS — Simone Weil fiind un exemplu celebru — dar după asta ENS a devenit exclusiv pentru bărbați. În 1985, după discuții aprinse, ENS și ENSJF s-au unit într-o singură entitate, cu campusul principal în locația istorică de pe Rue d'Ulm în Paris.
Sistemul ENS este diferit de cele mai multe sisteme educaționale din afara Franței, deși a fost copiat încă din epoca Napoleoniană, de exemplu în Italia. Cu toate acestea, în 2011 universitatea s-a clasat pe poziția a 33-a în QS World University Rankings.

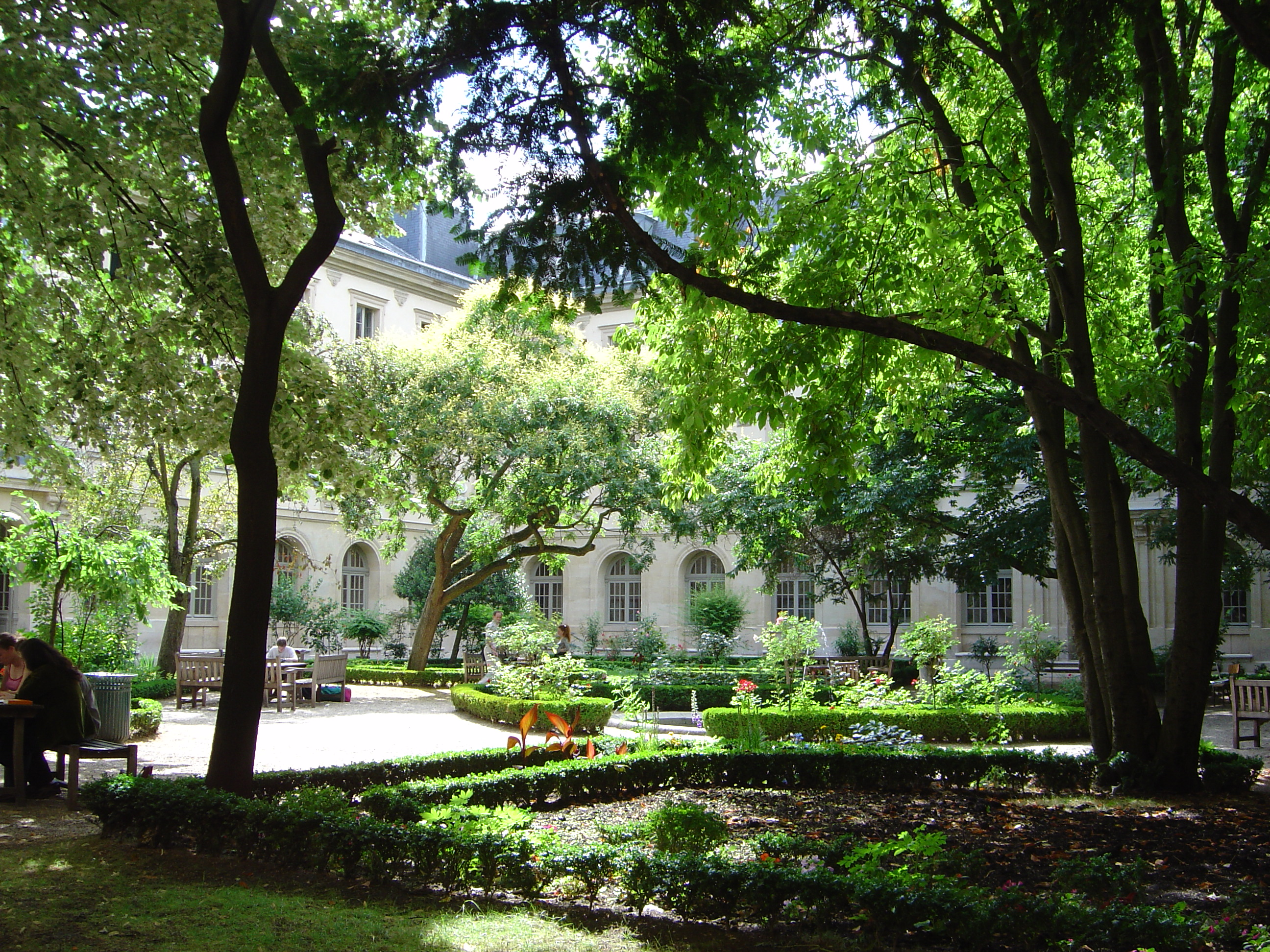
Curtea clădirii principale a lui ENS, cunoscută sub numele de Cour aux Ernests - Ernest-urile fiind peștișorii aurii din bazinul central

 Campusul istoric Paris ENS se află în jurul rue d'Ulm, (clădirea principală fiind pe rue d'Ulm, la numărul 45) în Paris. ENS-Ulm are ca anexe campusul de pe Boulevard Jourdan (anterior colegiul pentru femei) (48°49′21″N 2°19′53″E / 48.822439°N 2.331312°E), în altă zonă a Parisului, și în Montrouge (o suburbie; 48°49′15″N 2°18′55″E / 48.820742°N 2.315180°E), precum și o anexă a Biologiei în zona rurală, în  Foljuif.
Alte 2 écoles normales supérieures au fost înființate în secolul al XIX-lea:  École Normale Supérieure de Lyon (științe și umanioare);  și École Normale Supérieure de Cachan (științe pure și aplicate, sociologie, economie si management, limba engleză) în Cachan. Toate 3 formează informal grupul ENS.
École normale supérieure este a membră a Paris Sciences et Lettres - Quartier latin, o uniune de cinci instituții de învățământ superior, toate aflate în Paris, care are ca scop cooperări și sinergii în cadrul academic. 
École normale supérieure cooperează în Atomium Culture, prima Platformă Permanentă pentru Excelență Europeană care aduce împreună unele dintre cele mai bune universități europene, ziare si afaceri.

## Conținut online gratuit
Unele cursuri pot fi accesate pe site-ul ENS "Savoirs en multimédia".
Aproape 60 de cărți în limba franceză pot fi accesate gratuit pe acest "Éditions Rue d'Ulm" site.